# ژیل آندریاماهازو
ژیل آندریاماهازو (انگلیسی: Gilles Andriamahazo؛ زادهٔ ۵ مهٔ ۱۹۱۹ – درگذشته ۱۳ سپتامبر ۱۹۸۹) یک سیاستمدار و ارتشبد اهل ماداگاسکار بود. وی از ۱۲ فوریه ۱۹۷۵ تا ۱۵ ژوئن ۱۹۷۵ رئیس‌جمهور این کشور بود.
آندریاماهازو در ۱۳ سپتامبر ۱۹۸۹، در سن ۷۰ سالگی بر اثر حمله قلبی درگذشت.